# Orthomecyna phaeophanes
Orthomecyna phaeophanes là một loài bướm đêm thuộc họ Crambidae. Nó là loài đặc hữu của Kauai, Oahu, Molokai và Maui.